# Miriam Dietz
Miriam Dietz (geborene Miriam Dräger; * 8. Dezember 1980) ist eine deutsche Fußballschiedsrichterin.
Miriam Dräger, Diplom-Finanzwirtin aus Kirn-Sulzbach, wohnhaft in Bad Sobernheim, ist Fußballschiedsrichterin in der Fußball-Bundesliga der Frauen. Seit 2000 pfeift sie in der deutschen Eliteliga. International wird sie seit 2004 eingesetzt. Ihren ersten internationalen Einsatz hatte sie beim Spiel Norwegen gegen Italien (4. September). Zuvor leitete sie schon das Freundschaftsspiel der deutschen Fußballnationalmannschaft der Frauen gegen England am 11. September 2003 in Darmstadt. Als Linienrichterin nahm sie an der Fußball-Weltmeisterschaft der Frauen 2007 teil, wo sie in der Vorrunde bei den Spielen Norwegen gegen Kanada und Nordkorea gegen Schweden sowie beim Viertelfinalspiel Brasilien gegen Australien als Assistentin von Christine Beck zum Einsatz kam.